# Лампир
Лампи́р (фр. Lempire) — коммуна во Франции, находится в регионе Пикардия. Департамент коммуны — Эна. Входит в состав кантона Боэн-ан-Вермандуа. Округ коммуны — Сен-Кантен.
Код INSEE коммуны — 02417.

## Население
Население коммуны на 2010 год составляло 108 человек.
| 1962 | 1968 | 1975 | 1982 | 1990 | 1999 | 2010 |
| ---- | ---- | ---- | ---- | ---- | ---- | ---- |
| 144  | 124  | 122  | 113  | 127  | 107  | 108  |

## Экономика
В 2010 году среди 75 человек трудоспособного возраста (15—64 лет) 52 были экономически активными, 23 — неактивными (показатель активности — 69,3 %, в 1999 году было 66,7 %). Из 52 активных жителей работали 42 человека (23 мужчины и 19 женщин), безработных было 10 (6 мужчин и 4 женщины). Среди 23 неактивных 3 человека были учениками или студентами, 7 — пенсионерами, 13 были неактивными по другим причинам.